# Adresant, adresát a referens
Adresant, adresát a referens je trojice pojmů, jež označují tři různé role v řeči a rozhovoru. Moderní lingvistika rozlišuje mezi jazykem jako souborem prostředků, které určitý mluvčí ovládá, a řečí nebo výpovědí, v níž tyto prostředky používá. V řeči mluvčí (adresant, "já") oslovuje adresáta a něco mu sděluje:
- adresant neboli mluvčí je ten, kdo mluví; vyjadřuje se první gramatickou osobou;
- adresát neboli oslovený je ten, ke komu mluví; vyjadřuje se druhou gramatickou osobou;
- referens neboli předmět je to, o čem mluví; vyjadřuje se třetí gramatickou osobou.

## Výpověď a rozhovor
Všechny tři role nemusí být ve výpovědi výslovně vyjádřeny: ve větě "Prší" je vyjádřen pouze referens, přesto i tuto výpověď někdo někomu říká, někoho tím oslovuje. Ve větě "Říkám ti, že prší" jsou naproti tomu vyjádřeny všechny, i když to na významu výpovědi mnoho nemění. Zato ve větě "Odsuzuji vás na tři roky odnětí svobody" velmi záleží na tom, kdo a komu ji říká.
V rozhovoru se jeho účastníci v rolích různě střídají, i když každý mluvčí hovoří v první osobě a případně užívá zájmeno "já". Přiřazení rolí jednotlivým účastníkům je bezprostředně zřejmé ze situace. Jakmile se však rozhovor zapíše – například v divadelní hře – musí se "osoby" u výpovědí výslovně uvést, jinak by zapsaný rozhovor neměl smysl. Podobně je tomu při telefonickém hovoru, kde se adresant i adresát musí výslovně představit. Malé děti, zvyklé na přímý rozhovor, to někdy přehlédnou a na dotaz, kdo volá, se i v telefonu ohlásí slovem "já".

## Lingvistika
Adresant, adresát a referens je základní rozlišení pragmatiky či pragmatické lingvistiky, vědy o fungování jazyka v řeči.
Tuto klasifikaci vytvořili už antičtí jazykovědci a vystihuje pragmatickou stránku rozhovoru lépe než běžné formální rozlišení na první, druhou a třetí gramatickou osobu. Jak ukazuje příklad rozhovoru, nejsou totiž tyto role spojeny s určitými osobami, ale neustále se střídají. Třetí "osoba" se také rozhovoru účastní pouze pasivně, jako "předmět řeči", nemusí být vůbec přítomna a velmi často žádnou osobou není. Osoba je mluvnická kategorie a různé jazyky mohou mít různý počet mluvnických osob anebo dokonce ani nemusí tuto mluvnickou kategorii vůbec používat (třeba "jazyk" dopravních značek). Adresant, adresát a referens jsou obecnější pojmy pragmatiky a lze je identifikovat i tam, kde tři mluvnické osoby nejsou k dispozici; např. státní orgán (adresant) promlouvá na trojúhelníkové dopravní značce k řidiči (adresát) o tom, že před ním leží zatáčka (referens).

## Mediální studia
V oboru mediálních studií je adresát příjemce mediovaného sdělení, nebo jde o osobu, které je sdělení určeno (publikum). Adresát je tak jedním ze základních prvků lineárního komunikačního aktu. Adresát je procesem komunikace oslován vědomě či nevědomě. Postavení adresáta v komunikačním modelu se liší na rovině sociálí organizace komunikace (zda je například intrapersonální či na druhé straně institucionální).